# 717
717（七百十七、ななひゃくじゅうなな）は自然数、また整数において、716の次で718の前の数である。

## 性質
- 717は合成数であり、約数は 1, 3, 239, 717 である。
  - 約数の和は960。
- 217番目の半素数である。1つ前は713、次は718。
- 81番目の回文数である。1つ前は707、次は727。
  - 二進数と十進数両方において回文数になる10番目の数である。1つ前は585、次は7447。(オンライン整数列大辞典の数列 A007632)
- 各位の和が15になる51番目の数である。1つ前は708、次は726。
- 717 = 42 + 52 + 262 = 82 + 132 + 222 = 102 + 162 + 192 = 112 + 142 + 202
  - 3つの平方数の和4通りで表せる79番目の数である。1つ前は702、次は721。(オンライン整数列大辞典の数列 A025324)
  - 異なる3つの平方数の和4通りで表せる63番目の数である。1つ前は702、次は721。(オンライン整数列大辞典の数列 A025342)
- 1/717 = 0.0013947... (下線部は循環節で長さは7)
  - 逆数が循環小数になる数で循環節が7になる3番目の数である。1つ前は478、次は956。

## その他 717 に関連すること
- 西暦717年
- 紀元前717年
- ボーイング717は、アメリカのボーイング製の旅客機。
- オリンピア (USS Olympia, SSN-717) は、アメリカ海軍のロサンゼルス級原子力潜水艦。